# Psalmer och Sånger
Psalmer och Sånger är en psalm- eller sångbok utgiven 1987, som blev sammanställd av Frikyrkliga psalmkommittén 1984–1987 och som är gemensam för de kristna trossamfunden Equmeniakyrkan, Evangeliska frikyrkan, Sjundedags adventistsamfundet och Svenska alliansmissionen.
Den första delen, med de 325 första sångerna, är gemensam för alla kyrkor i Sverige (enligt uppgift således även för Frälsningsarmén, Katolska kyrkan i Sverige, Pingströrelsen i Sverige och Svenska kyrkan).
År 2003 gavs en ny upplaga ut, kompletterad med 84 nya sånger.
De till namnet snarlika, Sånger och Psalmer som var den samlande titeln på Svenska Missionsförbundets tidigare psalmbok Svenska Missionsförbundets sångbok, samt Svenska Baptistsamfundet och Örebromissionens tidigare psalmbok Psalm och Sång, var två av föregångarna till den gemensamma, ekumeniska psalmboken.

## Psalmer och sånger
- Nummer 1–325 (den ekumeniska psalmboken)
- Nummer 326–784
- Nummer 785–868 (tillägg 2003)
- Lista över psalmer efter innehåll